# Jacek Małachowski

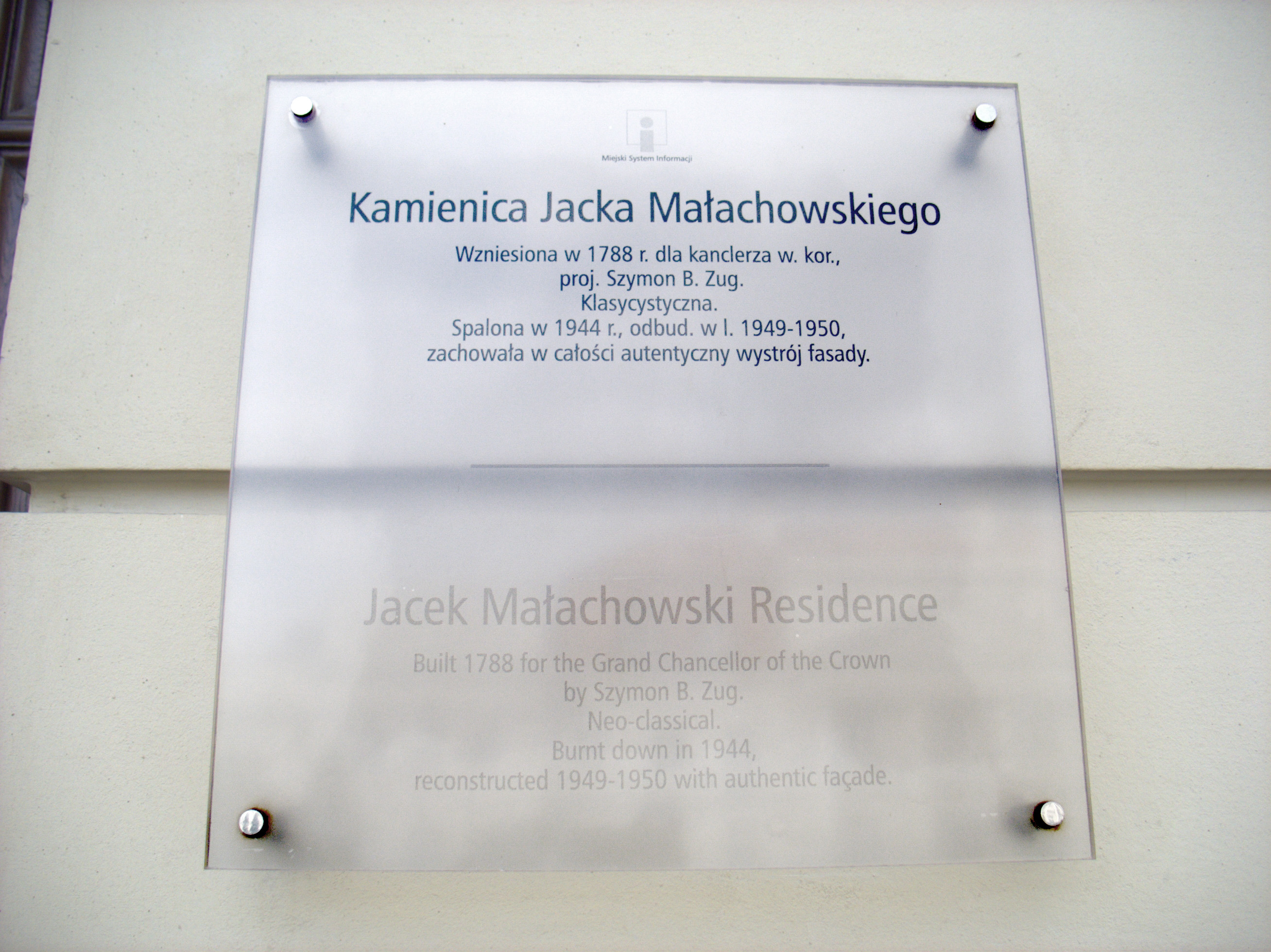
Kamienica Jacka Małachowskiego w Warszawie przy ul. Senatorskiej 8 – architekt Szymon Bogumił Zug, 1788

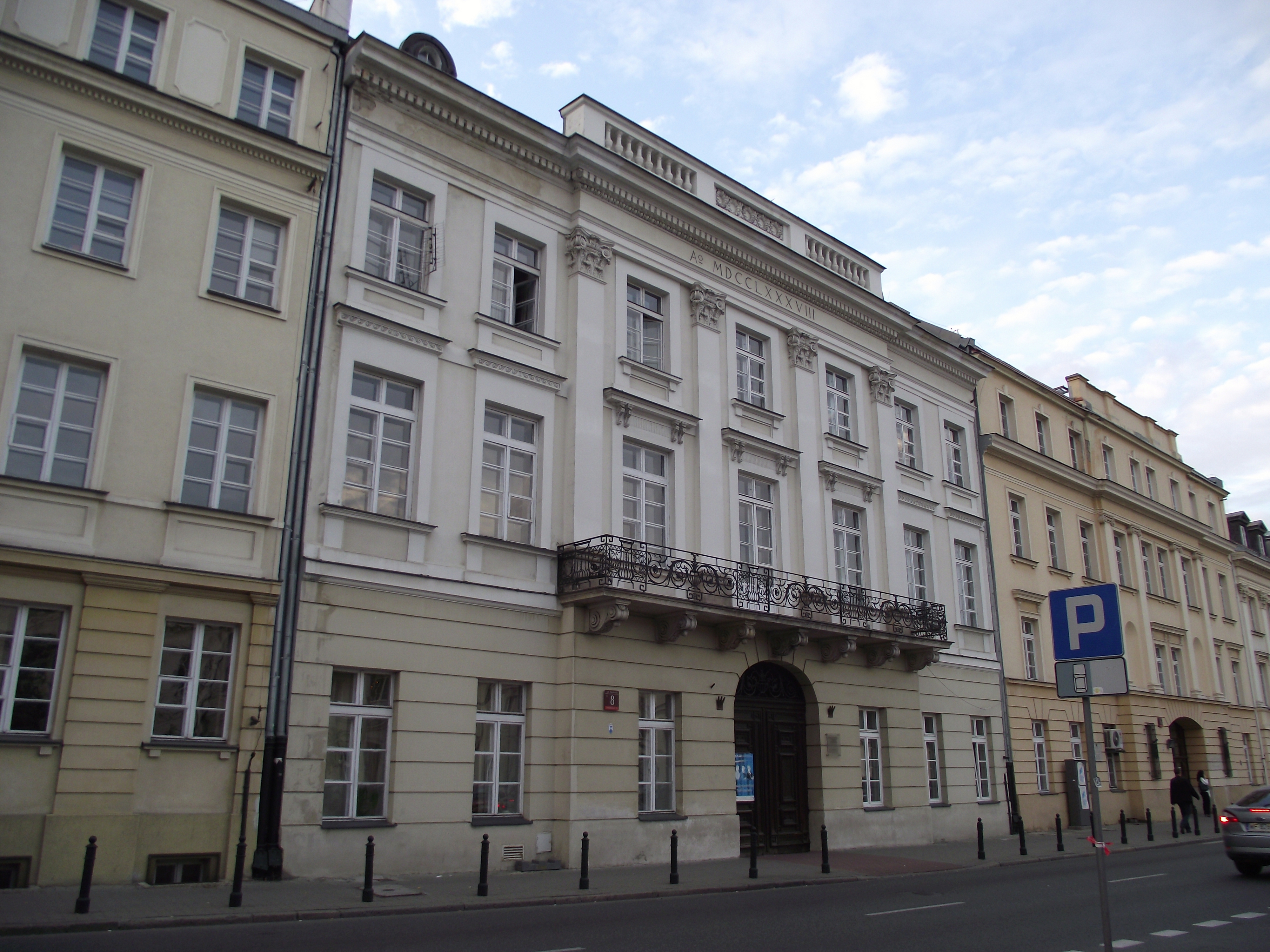
Kamienica Jacka Małachowskiego w Warszawie

Jacek (Hiacynt) Małachowski herbu Nałęcz (ur. 25 sierpnia 1737 w Końskich, zm. 27 marca 1821 w Bodzechowie) – hrabia, kanclerz wielki koronny 1786–1793, podstoli wielki koronny i referendarz wielki koronny od 1764, starosta ostrołęcki od 1756, starosta piotrkowski od 1758, starosta grodecki od 1762, prezes Komisji Kruszcowej, członek Komisji Edukacji Narodowej w latach 1776–1783, duktor powiatów piotrkowskiego i radomszczańskiego w 1764 roku. Dziedzic na dobrach Rękoraj i Moszczenica.

## Życiorys
Syn Jana i Izabeli Humieckiej, brat Mikołaja, Antoniego i Stanisława. Ożenił się z Petronelą Antoniną Rzewuską w 1765. Miał z nią syna Jana i córkę Franciszkę. Na chrzcie otrzymał imię Hiacynt.
Był posłem z województwa sandomierskiego na sejm 1758 roku.
Karierę polityczną rozpoczął w wieku 19 lat, jako poseł województwa sandomierskiego na sejm 1756. Poseł województwa sandomierskiego na sejm 1758 roku. Jacek Małachowski został referendarzem i podstolim koronnym w 1764. Był marszałkiem konfederacji Czartoryskich w 1764 roku w województwie sieradzkim i posłem tego województwa na sejm konwokacyjny (1764). Poseł województwa sieradzkiego na sejm elekcyjny 1764 roku. Był konsyliarzem konfederacji generalnej 1764 roku. W 1764 roku podpisał elekcję Stanisława Augusta Poniatowskiego z województwem sieradzkim jako poseł sieradzki na sejm elekcyjny oraz duktor powiatów piotrkowskiego i radomszczańskiego jako deputat podpisał jego pacta conventa. W 1764 roku był marszałkiem sejmu koronacyjnego i posłem na ten sejm z województwa sieradzkiego. Był posłem na sejm w 1766 roku z województwa sieradzkiego. Komisarz z rycerstwa Komisji Skarbowej Koronnej w 1765 roku. Był członkiem konfederacji radomskiej 1767 roku. W załączniku do depeszy z 2 października 1767 roku do prezydenta Kolegium Spraw Zagranicznych Imperium Rosyjskiego Nikity Panina, poseł rosyjski Nikołaj Repnin określił go jako posła właściwego dla realizacji rosyjskich planów na sejmie 1767 roku za którego odpowiada król, poseł województwa sandomierskiego na sejm 1767 roku. Jako poseł szedł w skład delegacji, wyłonionej pod naciskiem posła rosyjskiego Nikołaja Repnina, powołanej w celu określenia ustroju Rzeczypospolitej.
Członek konfederacji Andrzeja Mokronowskiego w 1776 roku. Był posłem z województwa sandomierskiego na sejm 1776 roku, w 1780 otrzymał nominację na podkanclerzego koronnego. W latach 1784–1788 był członkiem Rady Nieustającej oraz Komisji Edukacji Narodowej. Konsyliarz Departamentu Interesów Cudzoziemskich Rady Nieustającej w 1788 roku. W latach 1787–1788 pobierał stałą pensję z ambasady rosyjskiej w wysokości 2000 dukatów rocznie, później po złożeniu przysięgi o niebraniu pensji zagranicznych nie figurował już na liście płac ambasady.
W latach 1786–1793 był kanclerzem wielkim koronnym. Był członkiem konfederacji Sejmu Czteroletniego.
Figurował na liście posłów i senatorów posła rosyjskiego Jakowa Bułgakowa w 1792 roku, która zawierała zestawienie osób, na które Rosjanie mogą liczyć przy rekonfederacji i obaleniu dzieła 3 maja. W czasie wojny polsko-rosyjskiej, na zebraniu 23 lipca 1792 poparł decyzję króla Stanisława Augusta Poniatowskiego o jego przystąpieniu do konfederacji targowickiej, był konsyliarzem konfederacji generalnej koronnej w konfederacji targowickiej.
W roku 1793 zrzekł się urzędu kanclerza, aby nie brać udziału w Drugim Rozbiorze Polski. Był zwolennikiem orientacji rosyjskiej, popierał rozwój rolnictwa, założył manufaktury żelaza w Bodzechowie i Końskich oraz fajansarnie w Ćmielowie.
Po trzecim rozbiorze jego dobra znalazły się w zaborze austriackim. 4 kwietnia 1800 roku otrzymał od cesarza austriackiego Franciszka II tytuł hrabiego galicyjskiego, 14 lutego 1804 roku wyjednał przywilej cesarski, który powoływał jego syna Jana na urząd szambelana cesarstwa, sam został tajnym radcą, potwierdzony hrabią w Królestwie Kongresowym w 1820.
W 1812 przystąpił do Konfederacji Generalnej Królestwa Polskiego.
Odznaczony Orderem Orła Białego 8 maja 1768. W 1765 został kawalerem Orderu Świętego Stanisława. W 1765 roku odznaczony rosyjskim Orderem św. Aleksandra Newskiego.